# Marejada ciclónica

Impacto de una marejada ciclónica.

La marejada ciclónica es una inundación costera asociada con un sistema atmosférico de baja presión (normalmente, con un ciclón tropical). La marejada ciclónica es principalmente producto de los vientos en altura que empujan la superficie oceánica. El viento hace que el agua se eleve por encima del nivel del mar normal. La baja presión en el centro del sistema atmosférico también tiene un pequeño efecto secundario, ya que puede alterar la batimetría de la masa de agua. El efecto combinado de la baja presión y el viento persistente sobre una masa de agua poco profunda es la causa más común de los problemas de la marejada ciclónica.
La marejada ciclónica es particularmente dañina cuando coincide con la pleamar, ya que los efectos de la marejada se combinan con los de la marea. Esto aumenta la dificultad de predecir la magnitud de la marejada ciclónica, dado que requiere predicciones meteorológicas muy precisas en pocas horas.
Los eventos más extremos de marejada ciclónica ocurren como resultado de sistemas atmosféricos extremos, como los ciclones tropicales, pero también puede ser producto de tormentas menos potentes.
La mayor marejada ciclónica fue producida por el ciclón Mahina de 1899, que provocó un aumento del nivel del mar de hasta 13 metros en la bahía de Bathurst, Australia. En los Estados Unidos, la marejada ciclónica más grande que se ha medido fue provocada por huracán Katrina en 2005, que produjo un aumento de 9 metros del nivel del mar en la población de Bay St. Louis, Misisipi. La marejada ciclónica más importante en términos de pérdida de vidas humanas fue el ciclón Bhola de 1970; en términos generales, el golfo de Bengala es especialmente propenso a sufrir este fenómeno.

## Marejada ciclónica: desastre potencial
La marejada ciclónica es la causa del 90 % de las muertes que ocurren durante un huracán. El Huracán de Galveston de 1900, una tormenta de categoría 4 que golpeó Galveston, Texas el 8 de septiembre, levantó una marejada ciclónica devastadora; se perdieron entre 6000 y 12 000 vidas, con lo cual se convierte en el desastre natural más mortífero de la historia de Estados Unidos (Hébert, 1990). El segundo desastre natural más mortífero para dicho país fue la marejada ciclónica del lago Okeechobee provocada por el Huracán San Felipe II de 1928, que barrió la península de Florida la noche del 16 de septiembre. El lago se alzó sobre su parte sur, barriendo virtualmente los asentamientos de sus orillas. El número total de fallecimientos se estimó en más de 2500; muchos de los cuerpos nunca se pudieron encontrar. Sólo dos años antes, la marejada ciclónica del Gran Huracán de Miami de septiembre de 1926 había roto el pequeño dique, causando el desbordamiento de la costa oeste del lago y la muerte de 150 personas en Moore Haven (Will, 1978).
En el golfo de Bengala se han registrado 142 eventos de moderados a severos desde 1582 a 1991. Estas marejadas, algunas de más de ocho metros, han matado a cientos de miles de personas, principalmente en Bangladés (Murty y Flather, 1994). Las Islas Caribe se han enfrentado asimismo a muchas marejadas devastadoras.

## Mecánica de la marejada ciclónica
Al menos cinco procesos participan en la alteración de la marea durante una tormenta: los efectos de presión, el efecto directo del viento, el efecto de la rotación terrestre, el efecto de las olas y el efecto de la lluvia (Harris, 1963). En el océano abierto, la presión en un ciclón tropical provoca el aumento del nivel del agua en las regiones de baja presión y su disminución en las regiones de alta presión. La tensión del viento provoca un fenómeno cuyo efecto es que los niveles del mar en la costa tiendan a aumentar al disminuir este, y viceversa. Este efecto es inversamente proporcional a la profundidad. En costa abierta llegará a las bahías de la misma forma que sucedería si fuese una marejada astronómica.
La altura de las olas y de la marejada en costa dependen directamente de la configuración y batimetría del fondo oceánico. Una pequeña elevación, o un terreno escarpado en el litoral que se hunde antes de llegar a la costa y en consecuencia da lugar a aguas de gran profundidad cerca de la línea costera, tenderá a producir menos marejada, pero olas más altas y potentes. Esta situación se ha observado a lo largo de la costa sudeste de Florida. El extremo de la plataforma de Florida, donde el agua profunda alcanza los 91 metros, está a solo 3 km de la costa del condado de Palm Beach (Florida); a 7 km, la profundidad cae hasta los 180 metros (Lane, 1980). El contorno de 180 metros continúa al sur de Palm Beach County y se localiza a más de 30 km al este de los Cayos superiores. 
Inversamente, las líneas costeras a lo largo del golfo de México desde Texas a Florida descienden de manera suave. En la costa del golfo en Florida, el extremo del Floridian Plateau se encuentra a más de 160 km de la Isla Marco en Collier County. La bahía de Florida, entre los Cayos de Florida y tierra firme, es también muy baja; las profundidades varían típicamente entre 0.3 y 2 metros (Lane, 1981). Estas áreas están sujetas a marejadas ciclónicas más altas, pero olas más pequeñas. 
Esta diferencia se debe a que en aguas más profundas la marejada puede dispersarse por debajo y lejos del huracán; sin embargo, al entrar en una costa que desciende suavemente, la marejada no puede ser dispersada y se dirige tierra adentro por la tensión del viento huracanado.
La topografía de la superficie es otro elemento importante en la marejada ciclónica. Las áreas donde la superficie está a solo unos pocos metros sobre el nivel del mar son muy peligrosas durante una inundación por marejada ciclónica.

## SLOSH

Ejemplo de un modelo SLOSH corriendo.

El Centro Nacional de Huracanes pronostica inicios de tormentas usando el modelo SLOSH, acrónimo de Sea, Lake and Overland Surges from Hurricanes, que significa surgimientos o marejadas marinas, lacustres y terrestres debidas a huracanes. El modelo ajusta dentro de un 20 %. Las entradas de SLOSH incluye la presión central de un ciclón tropical, tamaño de la tormenta, el movimiento hacia adelante del ciclón, su trayectoria, vientos máximos sostenidos. La topografía local, orientación de bahías y ríos, profundidad del fondo del mar, mareas astronómicas, como todo otro asunto físico se toman en cuenta, en una predefinida grilla referida a una base SLOSH. El solapamiento de las funciones SLOSH se define para las líneas costeras sur y este del Estados Unidos continental. Algunas simulaciones de tormentas usan más de un SLOSH; por ej., el modelo SLOSH de Katrina corre usando ambas bases del lago Pontchartrain en Nueva Orleans, y el seno de Misisipi, para las tierras al norte del golfo de México. La salida final de la corrida del modelo despliega el producto MEOW (Maximum Envelope of Water), es decir, la expansión máxima del agua que ocurre en cada localidad. Para controlar las incertidumbres de trayectoria y de pronóstico, se suelen correr varios modelos con distintos parámetros de entrada para generar una carta denominada MOM (Maximum of Maximums o Maximum of MEOW, es decir, máximo de máximos o máximo de MEOW). Y para estudios de evacuación de huracanes, se modela una familia de tormentas con trayectorias representativas de la región, variando los factores tales como la intensidad, el diámetro de ojo y la velocidad para producir los niveles de agua máximos posibles en un ciclón tropical. Los resultados de tales estudios suelen generarse a partir de varios miles de ciclos de ejecución de SLOSH. El Cuerpo de Ingenieros del Ejército de los Estados Unidos (USACE) ha completado estos estudios para varios Estados y están disponibles en el sitio web de estudios de evacuación de huracanes (Hurricane Evacuation Study, HES). Incluyen cartas costeras del país, sombreadas para identificar las mínimas categorías SSHS de huracanes que resultarán en inundaciones, en cada área del país.

## Barreras contra la marejada ciclónica
Un método profiláctico introducido después de la inundación del mar del Norte de 1953 es la construcción de presas y barreras contra la marejada ciclónica. Se abren y permiten el paso libre de las aguas, pero se cierran cuando la tierra está bajo la amenaza de una marejada ciclónica. Las mayores barreras contra este tipo de fenómenos son la Oosterscheldekering y la Maeslantkering en Países Bajos como parte del proyecto Delta Works.
Los humedales juegan un papel en la protección costera. La efectividad de los humedales es variable a lo largo de la costa y depende de parámetros de tormenta puntuales. Aun así el rango de tasas de atenuación de las marejadas ciclónicas debido a la existencia de humedales, según datos medidos durante un estudio en el golfo de México durante el 2010, es de una subida de 1 m s. n. m. de la marejada por 60 km de ancho del humedal, a 1 m s. n. m. por 4 km de ancho del humedal.